# Josef Brož (malíř)
Josef Brož (13. srpna 1904 Krásno nad Bečvou – 12. října 1980 Praha) byl český malíř a grafik.

## Život
Narodil se jako syn sklářského dělníka. Po vyučení u řezbáře Šmída od roku 1918 studoval na Odborné škole pro zpracování dřeva ve Valašském Meziříčí. V roce 1923 složil mistrovské truhlářské zkoušky. V letech 1925–1926 vykonal vojenskou službu v Opavě. Jeho další vývoj hluboce ovlivnil grafik Jan Konůpek, se kterým se seznámil na kurzu výroby hraček. V letech 1927–1934 studoval na uměleckoprůmyslové škole v Praze u figuralisty Arnošta Hofbauera a poté rok v Paříži u Františka Kupky. V době studií založil „Valašský Barbizon“ s Hofbauerovými žáky v Malé Lhotě. 
V roce 1938 spolupracoval na výstavě Pražské baroko a pro československý pavilón na Světové zemědělské výstavě v New Yorku v roce 1939 vytvořil dřevořezbu.
Věnoval se především malbě krajin (z okolí Prahy např. Z Jinonic, Bertramka) a figurálních kompozic (Požár, Karneval), jeho dílo bylo ceněno za komunismu pro svoji společenskou angažovanost a moderní realismus, který umožnil dále rozvíjet socialistický realismus (díla z „revoluční historie“ Bitva na Vítkově hoře). Byl jeden z členů Umělecké besedy a Skupiny 58.
Byl mu udělen čestný titul zasloužilý umělec (1964) a poté i národní umělec (1968).